# 张蔚华
张蔚华（1913年1月—1937年10月27日），又名张亚青，汉族，山东省诸城县人，出生于吉林省抚松县，朝鮮獨立運動家和共产主义者。中国共产党地下党组织负责人，金日成的革命战友。

## 生平
1913年，张蔚华出生在吉林省通化县，父亲张万程 ，是个经商为生的绅士。 张万程和金亨稷结识后，张蔚华也自然结识了金亨稷的儿子金成柱 (日後改名金日成)，儿时，两人都在抚松县第一小学读书。后，张蔚华到沈阳市中学读书。
1926年，张蔚华跟随金成柱写文章、刻钢板、搞油印，帮助金正日创办了朝鲜第一份革命刊物《红日》。 后两人一起组建了白山青年同盟。
1928年冬天，金成柱因为反日而被奉系军阀张学良逮捕羁押，经过张蔚华父亲张万程的全力救助才救出。
1930年秋天，张蔚华动用家当，为金成柱买了12支手枪。
1931年，张蔚华又购买了40支步枪给金成柱，帮助他组建了抗日游击队。
1932年，金成柱介绍张蔚华加入中国共产党，被中共派为地下党组织负责人，开了兄弟照相馆和兄弟书局掩护身份。
1937年10月，投靠大日本帝国的日治朝鲜人郑学海找到张蔚华，从张蔚华口中套出金成柱的消息，张蔚华被逮住羁押在监狱。张蔚华经过父亲张万程的保释才得以出监狱。10月27日，张蔚华写好告别信交给地下党人宋庆泽，在被日军围住后吞服升汞自杀。

## 荣誉奖项
张蔚华烈士陵园，并有金日成亲笔提写的纪念语句。
|  | 張蔚華烈士的革命業績是朝中兩國人民的友誼的光輝的典範烈士的崇高的革命精神和革命業績永遠活在人民的心中。 金日成 一九九二年十月廿七日 |

1953年，毛泽东颁发《革命牺牲军人家属光荣纪念证》。
张蔚华的名字在朝鲜家喻户晓。

## 脚注
1. ↑  张万程，出生于1889年，字鹏九，山东省诸城县（今属青岛市黄岛区）蔡家村人，父亲是私塾老师，1899年因山东饥荒闯关东住到抚松县，1913年搬迁到通化县热水河子，1914年回到抚松县，为抚松商会副会长。